# Затворен град
Затворени административно-териториални образувания, съкратено ЗАТО (на руски: закрытые административно-территориальные образования, ЗАТО) са затворени за свободно посещение градове и села в Съветския съюз и някои от наследилите го държави като Русия.

## ЗАТО в СССР
Във времето на Съветския съюз такива населени места са строго засекретени, дори обикновените граждани на СССР са нямали право на достъп до тези градове. Забранени са били не само пътуванията до закритите градове, но и данните за тяхното местоположение, както и техните имена. На жители на тези градове се забранява да разказват къде живеят. Населението на тези затворени градове при официалното преброяване се разпределя по другите населени места или се приписва към някой голям град, най-често областни центрове. Най-често закритите градове са наричани като райони на други градове: Челябинск-40, Томск-7, Красноярск-45 и др. Затова за по-голяма конспирация номерата на къщите често са започвали от по-големи числа, като продължение на улиците от големите градове, за част от които се е смятал даденият закрит за официално посещение град. Същата система се е прилагала и с училищата.
За да компенсират трудностите свързани с този начин на живот, във времето на СССР снабдяването със стоки е много по-добро в сравнение с други места в СССР. В затворените градове е разрешена свободна продажба на стоки, които са дефицит в градовете със свободен режим. Благоустройството също е на по-високо ниво от други места, много добре е развита социалната сфера и сферата на обслужване. Зад тази бариера на градовете със закрит режим престъпността е много по-малка.

## ЗАТО в Русия
След разпада на СССР списъкът на тези градове е разсекретен и през 1992 година е приет специален закон на Руската Федерация, който по-късно няколко пъти е бил изменян. Броят на тези градове е 43 и в тях (към 2009 година) живеят 1 милион 345 хиляди души. Днес територията на тези градове е оградена с мрежи и се охранява, а за тяхното посещение е нужно да се получи специален пропуск, в който да се посочи причината за посещението.
Градовете Норилск и Дудинка нямат статут на закрити градове, но тяхното посещение за чуждестранни граждани, с изключение на гражданите на Беларус, от 25 ноември 2001 година е възможно само с разрешение на властите.

## С какво се занимават ЗАТО?
Според предназначението си ЗАТО може да се подразделят на 6 типа.

### Атомни градове
Това са 10 града, намиращи се под управление на Министерството по атомна енергетика – Саров, Новоуралск, Зеленогорск, Железногорск и др. са включени в цикъл на обогатяване и преработка на ядрено гориво (ураново и плутониево) и неговото използване за военни цели (за употребата му в ядрени боеприпаси) и за мирни цели в атомната енергетика. В градовете от този тип се води разработка на ядрено оръжие а също така и по направление конверсията на ядрения отрасъл. Заради това в тях са създадени специализирани научни институти и лаборатории, където се подготвят специалисти от профилирани учебни заведения намиращи се също в закритите градове.

### Военноморски бази
Те са съсредоточени по крайбрежието и имат най-голямо и изгодно стратегическо разположение. Фиордите, врязани в северния бряг на Колския полуостров, скриват градовете със закрит режим, обслужващи Северния флот на Русия. Такива градове са: Североморск, Заозьорск, Видяево и др. Всички те се намират в незамръзващите части на Баренцово море и контролират входа към Северния ледовит океан от запад. Други два града – Болшой Камен и Фокино са бази на Тихоокеанския флот на най-южния пост в Руския далечен Изток. Намиращия се в залива Крашенинникови Авачински устни град Вилючинск формира морския щит от страна на Беринговия проток.

### Селища в близост до ракетни полигони
Тези градове са под управлението на ракетните войски със стратегическо направление или военно-космическите сили – Краснознаменск, Знаменск, Циолковски, Първомайски и др. Първите представляват неголеми селища от градски тип, разположени близо до железопътни пътища, където се намират пусковите установки (освен, ако не са в шахти) на балистичните ракети, а вторите – са много по-големи и обслужват космодруми, големи ракетни полигони или центрове за космическа връзка.

### ЗАТО с химически профил
Това са Шихани и Михайловски, разположени са в Саратовска област. По-рано тези градове са били центрове за разработка и производство на химическо оръжие, сега центрове за неговото унищожение. В състава на тези градове влизат значителни територии, където се извършва унищожаването и погребването на химическото оръжие.

### Селища, поддържащи военната логистика
Това са 2 града – Восход и Приокск – неголеми селища, разположени до големи транспортни коридори близо до Москва.

### Център за разработване на лазерно оръжие
Град Радужни.